# Hunayn ibn Ishaq
Ḥunayn bin ’Isḥāq (în siriacă: ܚܢܝܢ ܒܪ ܐܝܣܚܩ Ḥunayn bar ’Īsḥaq; în arabă: أبو زيد حنين بن إسحاق العبادي‎ ’Abū Zayd Ḥunayn bin ’Isḥāq al-‘Ibādī; cunoscut în latină ca Johannitius) (809 - 873/877) a fost un faimos savant, medic, filosof și traducător de origine asiriană, unul dintre cei mai mari învățați din perioada Califatului abbasid (750-1258). Este cunoscut mai ales pentru activitatea sa de traducere din greacă în arabă a unor lucrări științifice, pentru care arabii l-au supranumit "șeicul traducătorilor". Autorul arab al-Qifṭī (cca. 1172-1248) l-a considerat pe Ḥunayn drept "un izvor nesecat de știință și virtute", iar L. Leclerc l-a apreciat ca "cea mai mare personalitate a secolului al IX-lea".

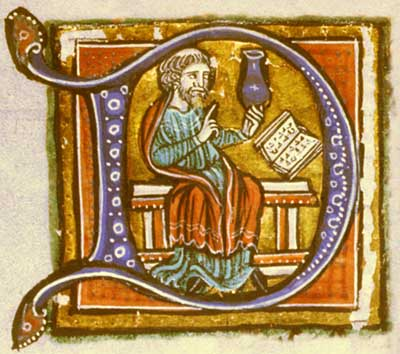
Detaliu dintr-un manuscris de Ḥunayn bin ’Isḥāq (traducere după Isagoga de Porfir).

## Biografie
Ḥunayn s-a născut la al-Ḥīra într-o familie de creștini nestorieni, cum rezultă și din numele de al-‘Ibādī pe care îl purta, iar ca orice nestorian, stăpânea bine limba siriacă. Tatăl său a fost farmacist. La Bagdad, Ḥunayn bin ’Isḥāq intră la școala medicală a maestrului Yūḥannā bin Māsawayh (777 - 857). Aici învață grecește și începe să traducă texte medicale din această limbă în arabă, fiind trimis de către cei trei fii ai învățatului Mūsā ibn Šākir să caute manuscrise grecești în diverse zone elenofone. Ulterior, Ḥunayn intră în serviciul lui Ğibrīl Baḫtīšū‘, medicul califului al-Ma'mūn. Astfel, califul îl remarcă iar în 830 îl numește la conducerea Casei înțelepciunii (Bayt al-Ḥikma), acordându-i misiunea de a efectua astfel de traduceri în mod oficial. O descriere amănunțită a vieții cotidiene a marelui învățat ne-a fost lăsată de autorul arab Ibn Ḫallikān în faimosul său dicționar biografic Wafayāt al-ʾaʿyān wa-anbāʾ abnāʾ az-zamān.

## Activitatea de traducere
Ḥunayn este considerat unul dintre cei mai de seamă traducători ai epocii de aur a abbasizilor. A tradus mai ales opere medicale și filozofice din greacă. Printre traducerile sale s-au numărat lucrări de Galenus, Hipocrat, Dioscoride, tratate de matematică și astronomie aparținând lui Euclid și Menelau din Alexandria, dar și Republica lui Platon (Siyāsa), apoi Categoriile (Maqūlāt), Fizica (Ṭabī‘iyyāt) și Magna moralia (Ḫulqiyyāt) de Aristotel. Dintre acestea, contribuția sa majoră a fost traducerea în siriacă și arabă a celor mai multe dintre lucrările științifice ale lui Galenus, printre care și De voce (în arabă: Kitāb aṣ-ṣawt). Versiunile originale în limba greacă a șapte dintre tratatele de anatomie ale lui Galenus nu s-au păstrat, în schimb ne-au parvenit variantele în limba arabă. Dintre lucrările grecești de teorie muzicală traduse de Ḥunayn sunt de menționat două scrieri ale lui Aristotel, Problemata (transpusă în arabă cu titlul Kitāb al-masā’il) și De anima (Kitāb fi-n-nafs). De asemenea, lui Ḥunayn i se atribuie și una dintre primele versiuni arabe ale Vechiului Testament, realizată după Septuaginta, dar aceasta s-a pierdut.
În activitatea sa de traducere el a beneficiat de ajutorul fiului său, ’Isḥāq bin Ḥunayn, și al nepotului său, Ḥubayš bin al-Ḥasan, pe care i-a instruit special în acest scop. Astfel, dintre numeroasele opere care i-au fost atribuite lui Ḥunayn, unele aparțin de fapt fiului și nepotului său, iar altele unor discipoli ai săi precum ‘Īsā bin Yaḥyā și Mūsā bin Ḫālid. Uneori Ḥunayn traducea în arabă direct din greacă. Alteori el realiza o primă traducere din greacă în siriacă, după care ajutoarele sale, care stăpâneau mai bine limba arabă, efectuau traducerea finală din siriacă în arabă. Așa s-a procedat, de pildă, la traducerea Hermeneuticii lui Aristotel. Deși relatările medievale îi atribuie succesul lui Ḥunayn în activitatea de traducere atenției acordate de el mai degrabă sensului contextual al cuvântului sau frazei decât înțelesului literal, cercetări recente au arătat că el combina tehnici de traducere literală și contextuală chiar în interiorul aceluiași text. Ne putem da seama cât de apreciat era Ḥunayn ca traducător dintr-o relatare potrivit căreia, în perioada în care s-a aflat în serviciul fiilor lui Mūsā ibn Šākir, el primea lunar 500 de dinari (aproximativ 24000 de dolari), iar califul al-Ma'mūn îi plătea în aur echivalentul greutății operelor traduse.

## Ca medic și om de știință

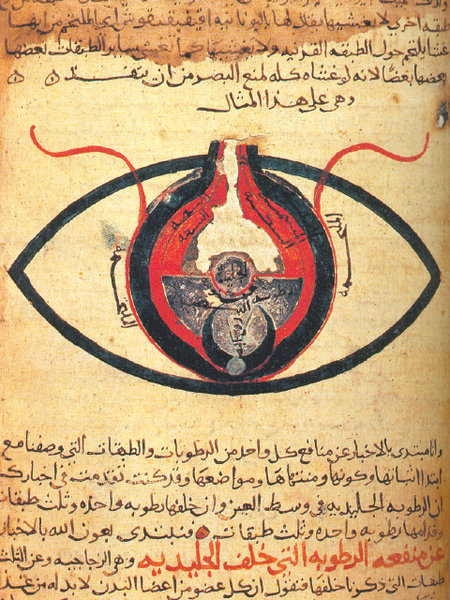
Ochiul după Ḥunayn bin ’Isḥāq (manuscris arab, cca 1200).

Ḥunayn bin ’Isḥāq a fost renumit nu doar în calitate de traducător, ci și ca medic, ajungând doctorul personal al califului al-Mutawakkil (847-861). La un moment dat, acesta din urmă l-a condamnat la un an de închisoare pentru că a refuzat să prepare o otravă pentru uciderea unui dușman, deși i s-a oferit în schimb o recompensă substanțială. Adus din nou în fața stăpânului și amenințat cu moartea, Ḥunayn a spus: "Nu mă pricep decât să vindec. Doar asta am învățat." Iar întrebat ce l-a împiedicat să prepare substanța, el a răspuns: "Două lucruri: religia și meseria. Religia mea cere să facem bine și dușmanilor, cu atât mai mult prietenilor. Iar meseria mea e pusă în slujba oamenilor, nefăcând altceva decât să aline și să vindece. În afară de asta, orice doctor se află sub jurământ să nu dea nimănui vreodată un medicament care ucide."
Pe lângă traducerea a numeroase scrieri medicale grecești, la textul cărora și-a adus uneori propria contribuție, lui Ḥunayn bin ’Isḥāq îi este atribuită o lucrare originală intitulată Al-‘ašr maqālāt fi-l-‘ayn (Zece prelegeri despre ochi), care este socotită drept cel mai vechi manual de oftalmologie. În domeniul medicinei, prin traducerea lucrărilor lui Galenus, Ḥunayn a subliniat importanța atât a cunoștințelor medicale teoretice, cât și a celor empirice, iar propriile sale scrieri erau minuțioase și atent organizate. Prin lucrările sale ca filozof și om de știință, Ḥunayn a avut o contribuție majoră la formarea în limba arabă a unui vocabular tehnic specific literaturii medicale și filozofiei naturale. Scrierile sale despre optică îmbinau cunoștințele sale de anatomie a ochiului cu o teorie despre vedere bazată pe ideile lui Aristotel. Pentru Ḥunayn, lumina nu era un corp, ci mai degrabă o stare a unui mediu transparent, precum aerul, care face ca acel corp să fie receptiv la culoare.